# Château Pomerol
Le château Pomerol est un château situé sur la commune de Bassens, en Gironde.

## Historique
Le château actuel fut construit au XIXe siècle par le négociant bordelais Jean Maurel à l'emplacement d'un ancien domaine datant du XVIe siècle.
Il est aménagé en maison de retraite en 1965.